# Catraia (embarcação)

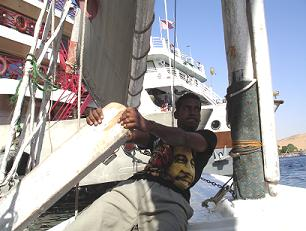
Catraieiro manobrando sua embarcação

Catraia, ou catraio,  é uma embarcação de pouco calado, movida a vela, a remo ou do tipo canoa motorizada, que se emprega no transporte de passageiros, e que é geralmente manobrada por uma só pessoa, o catraieiro.
Um dos locais onde a catraia está presente no Brasil, é na cidade de Santos, onde há a travessia entre Santos e Guarujá. A travessia dura em torno de 8 minutos, com embarque e desembarque nas cidades de Santos, próximo ao Mercado Municipal, e Guarujá, no distrito de Vicente de Carvalho.

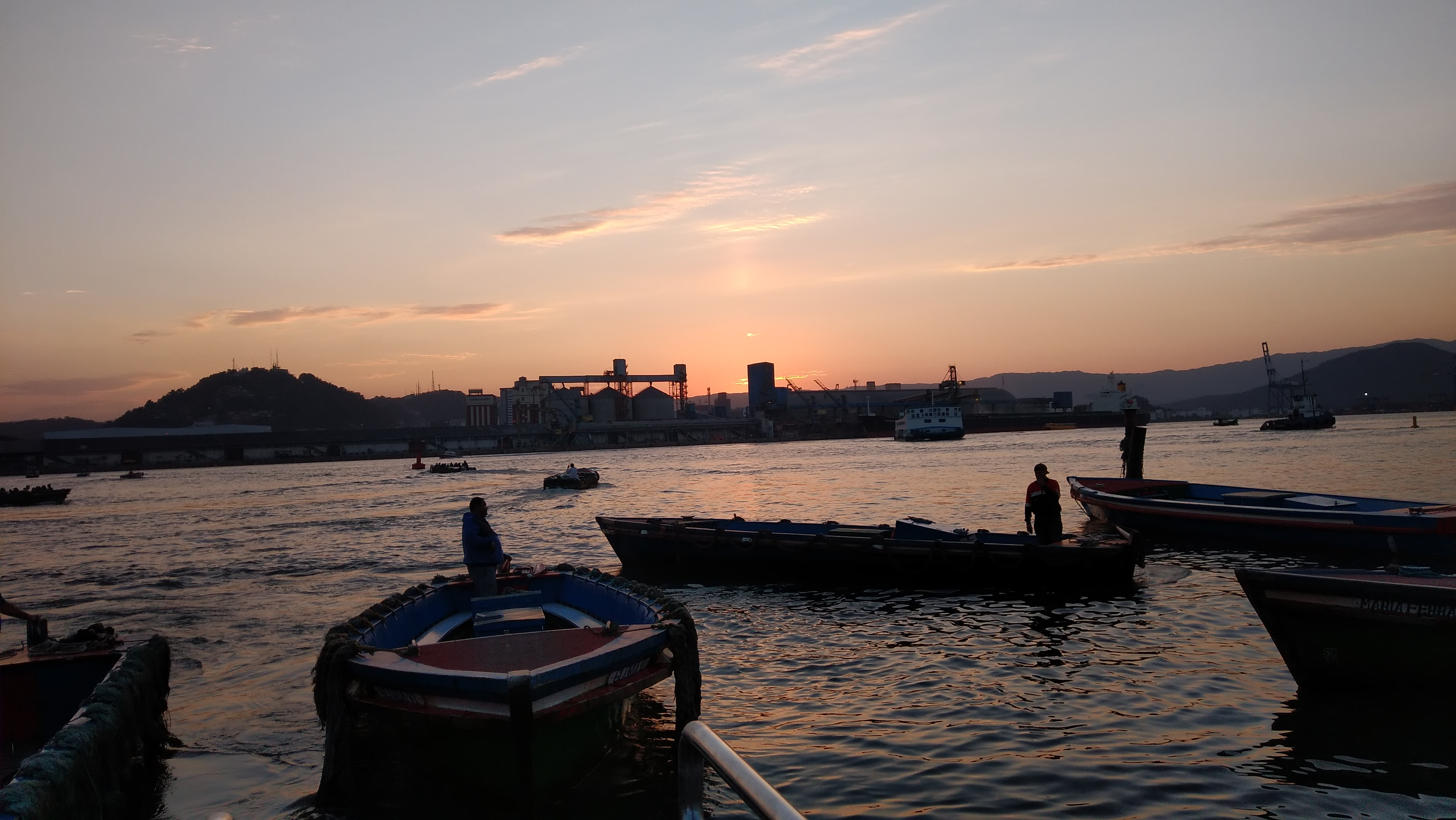
Catraias realizando a travessia entre Santos e Guarujá

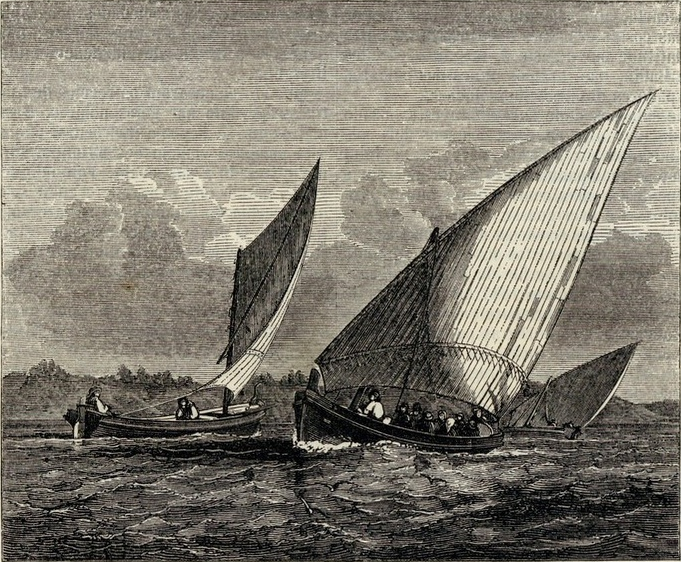
Um catraio e um bote cacilheiro, dois barcos de transporte do Rio Tejo, em 1860